# Marianne Schläger
Maria Anna „Marianne” Schläger (ur. 22 listopada 1920 w Linzu) – austriacka lekkoatletka, specjalizująca się w pchnięciu kulą i rzucie dyskiem.
Podczas igrzysk olimpijskich w Londynie (1948) zajęła 12. miejsce w pchnięciu kulą (z wynikiem 11,775) oraz 15. w rzucie dyskiem (34,79).
Dziewięciokrotna mistrzyni kraju: w biegu na 100 metrów (1941), sztafecie 4 × 100 metrów (1940), pchnięciu kulą (1938, 1942 i 1942), rzucie dyskiem (1948 i 1949) oraz pięcioboju lekkoatletycznym (składającym się wówczas z biegu na 100 metrów, pchnięcia kulą, skoku w dal, skoku wzwyż i rzutu oszczepem (1946 i 1949).

## Rekordy życiowe
- Pchnięcie kulą – 12,61 (1949)
- Rzut dyskiem – 41,69 (1949)